# Мачакнури
Мачакну́ри (рос. Мачакнуры, марій. Мецакнур) — присілок у складі Гірськомарійського району Марій Ел, Росія. Входить до складу Усолинського сільського поселення.
Стара назва — Мічакнури.

## Населення
Населення — 43 особи (2010; 64 у 2002).
Національний склад (станом на 2002 рік):
- марі — 91 %